# Hippichthys albomaculosus
Hippichthys albomaculosus är en fiskart som beskrevs av Jenkins och Mailautoka 20. Hippichthys albomaculosus ingår i släktet Hippichthys och familjen kantnålsfiskar. Inga underarter finns listade i Catalogue of Life.